# Kane (instrument)

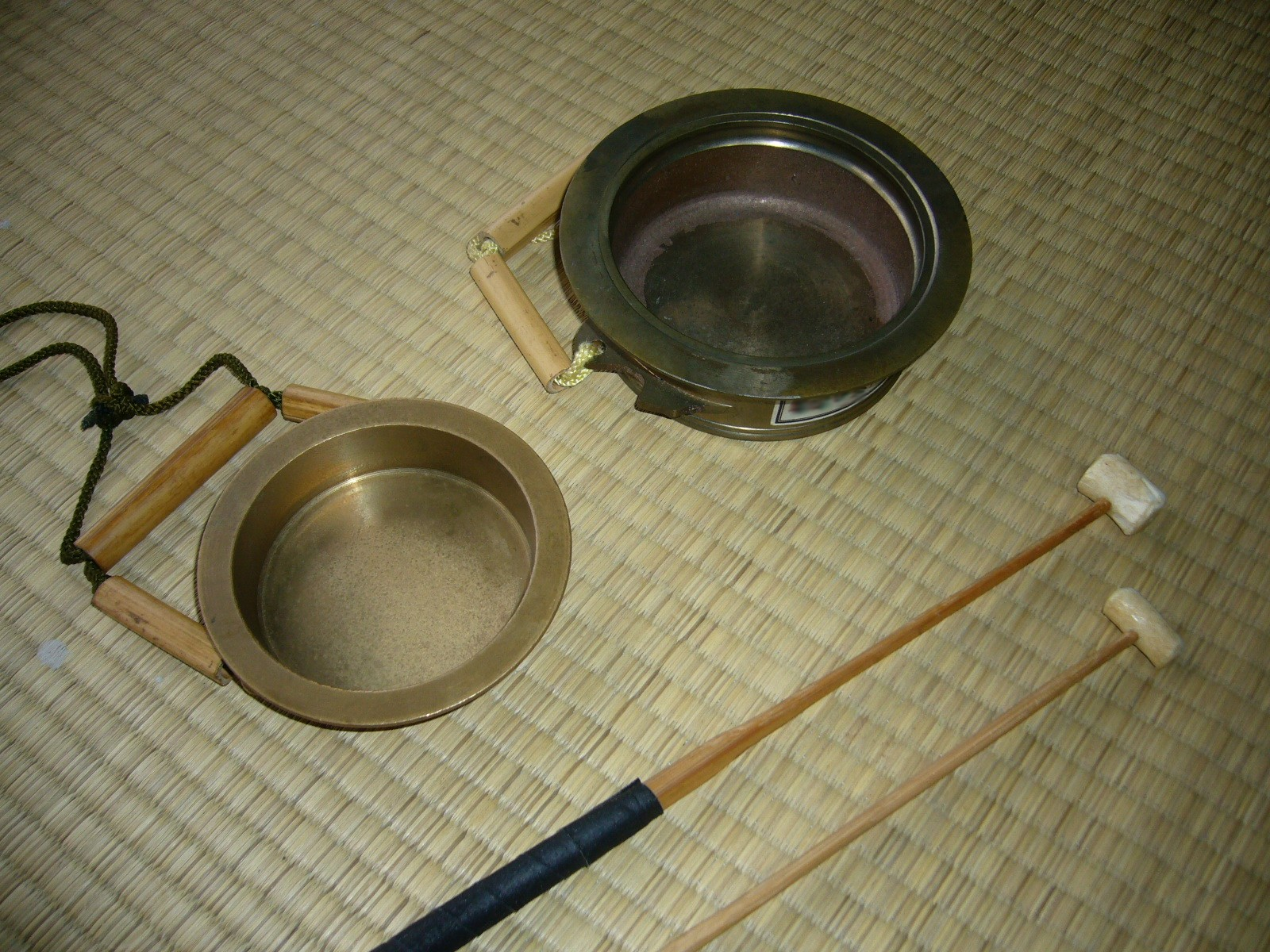
Kane japonais (2007).

Un kane ou shō (鉦 ou 鐘) [kane] est un type de cloche en forme de plat utilisée au Japon. Dans la musique gagaku, l'instrument est appelé un shōko.
Le kane (鉦) est souvent utilisé en accompagnement dans la musique folklorique japonaise ou min'yō. La cloche est souvent suspendue à une barre, tenue d'une main par l'instrumentiste tandis que, de l'autre, il frappe le kane à l'aide d'un maillet spécial. Le kane produit deux sons différents que les Japonais appellent chin et kon. Chin désigne le son produit lorsque le maillet frappe les parois intérieures de la cloche, tandis que kon désigne le son émis lorsque le maillet frappe la face interne ronde. L'instrument est également utilisé comme gong lors des cérémonies bouddhistes ou shinto.
Un kane (鐘) en forme de cloche est parfois utilisé comme instrument de musique mais le terme kane, quelle qu'en soit la taille, est en général limité à ceux qu'on trouve dans les temples bouddhistes au Japon. Ces kane sont couramment utilisés comme signaux temporels ou comme alertes au Japon.
Une cloche appelée suzu (鈴) est également utilisée comme instrument de musique métallique.